# Mallory Swanson
Mallory Diane Swanson (Highlands Ranch, Colorado, Estados Unidos; 29 de abril de 1998) es una futbolista estadounidense que juega como delantera en el Chicago Red Stars de la National Women's Soccer League de Estados Unidos.

## Biografía
Nacida en Littleton, Colorado, hija de Karen y Horace Pugh, Swanson se crio con su hermana mayor, Brianna, en Highlands Ranch. Su madre era corredora de fondo y su padre era atleta y jugaba al fútbol. Al crecer, Swanson consideraba a su hermana mayor, Brianna, una modelo a seguir, citándola como una de las razones por las que se inició en el fútbol. Se inició en este deporte a la edad de cuatro años y luego siguió los pasos de su hermana y se unió al Real Colorado Cougars en la Elite Clubs National League, donde jugó en las categorías sub-11 a sub-18. Swanson ganó con el club el título estatal en 2010 y 2011. Con la sub-16 ganó títulos estatales y regionales y se convirtió en subcampeona nacional. Swanson fue nombrada MVP del torneo regional en 2011.
Swanson asistió a la escuela secundaria Mountain Vista en Highlands Ranch de 2012 a 2016, jugando además para el equipo de fútbol del colegio. En sus tres temporadas de fútbol colegial, registró 47 goles y 23 asistencias. Como estudiante de primer año, fue incluida en el Mejor Once del estado de Colorado tras conseguir con su equipo el título estatal. Fue nombrada MVP ofensiva en Mountain Vista e incluida en el Mejor Once Juvenil en 2013. Durante su segundo año, a pesar de perderse más de la mitad de los partidos debido a compromisos con la selección nacional, ayudó al equipo a llegar a las semifinales estatales. En su tercer año, firmó 24 goles y 12 asistencias en 18 partidos y alcanzó nuevamente las semifinales estatales. Posteriormente fue nombrada Jugadora Nacional de Fútbol Femenino del Año 2014-15 y Atleta Femenina del Año 2015 del Salón de la Fama del Deporte de Colorado. Además, fue nombrada Futbolista Juvenil Nacional del Año de la NSCAA en 2014 y 2015.
En enero de 2016, se dio a conocer que Swanson había rechazado la universidad para convertirse en profesional y unirse al Portland Thorns FC de la National Women's Soccer League. Días más tarde, su padre dijo que los informes eran falsos y que Swanson se uniría al UCLA Bruins de la Universidad de California en Los Ángeles como estaba previsto originalmente. Sin embargo su ingreso al UCLA quedó retrasado debido a sus compromisos con la selección nacional en los Juegos Olímpicos de Río y la Copa Mundial Sub-20 de 2016. Finalmente la futbolista sólo participó de 3 partidos de entrenamiento a principios de 2017 antes de abandonar UCLA y comenzar su carrera profesional.

## Trayectoria
Después de mucha especulación sobre a dónde iría cuando se convirtiera en profesional, Swanson se unió oficialmente al Washington Spirit de la NWSL el 13 de mayo de 2017, debutando una semana más tarde frente al FC Kansas City. La delantera anotó 6 goles en su temporada debut y fue nombrada finalista para la Novata del Año de la NWSL.
Swanson permaneció con el Spirit durante la temporada 2018. Sin embargo un esguince en la rodilla derecha a finales de mayo la obligó a perderse 8 fechas del torneo. Regresó a las canchas el 5 de agosto en un duelo contra el Seattle Reign.
El 16 de enero de 2020, en el Draft de la NWSL, Swanson fue transferida al Sky Blue FC. Estrenó su nueva camiseta el 5 de septiembre de 2020 como suplente en el partido inaugural de las Fall Series contra el Washington Spirit. Su equipo ganó por 2-1, con una asistencia de Swanson para que Margaret Purce sentenciara la victoria en el tiempo de descuento.
Swanson pasó a formar parte del Chicago Red Stars en diciembre de 2020 y debutó con sus nuevos colores en abril del año siguiente, midiéndose contra el Kansas City en el marco de la NWSL Challenge Cup 2021. En el torneo de la NWSL 2021, fue votada en segundo lugar como la Jugadora Más Valioso de la liga, detrás de Jess Fishlock.

## Selección nacional

### Categorías menores
Swanson fue una jugadora clave en el Campeonato Sub-17 de la Concacaf de 2013, ubicándose como máxima goleadora del torneo con 5 tantos y 3 asistencias. Sin embargo su país cayó por penales en la semifinal ante México tras un empate 1-1. Con un tercer puesto en el torneo, Estados Unidos se perdió su boleto para la Copa Mundial Sub-17 de  2014.
En 2014, la futbolista permaneció en la sub-17 por un corto tiempo. Durante la final de un torneo amistoso que enfrentó a las estadounidenses con Japón, Swanson anotó su cuarto gol del certamen para que Estados Unidos venciera por 2-1 y se llevara el título.
La Copa Mundial Sub-20 de 2014 la vio jugar a sus 16 años, siendo la integrante más joven del equipo. Completó los 90 minutos del primer partido contra Alemania el 5 de agosto. En el siguiente encuentro contra Brasil, la delantera sufrió una lesión en el tobillo derecho en el primer tiempo y tuvo que ser reemplazada. A pesar de la lesión, Swanson fue titular en los dos partidos restantes del torneo. El conjunto estadounidense se despidió del Mundial al caer ante Corea del Norte por penales en los cuartos de final.
Swanson comenzó el 2015 con una concentración de la sub-20 que contó con un partido contra el club alemán Bayern de Múnich ante el cual las estadounidenses cayeron por 4-0, con la delantera como titular. Más tarde, fue incluida en las 22 jugadoras que disputaron un torneo amistoso en La Manga, España. En el primer partido del certamen, Swanson anotó los 2 goles con los que Estados Unidos derrotó a Noruega.
En noviembre de 2015, fue convocada para el Campeonato Sub-20 de la Concacaf de 2015 como capitana y futbolista más experimentada del equipo. En el primer partido contra México anotó de penal a los 20 minutos. Estados Unidos se clasificó para la Copa Mundial Sub-20 de 2016 tras derrotar a Honduras en la semifinal. Swanson ayudó al equipo a ganar el torneo con una victoria por la mínima sobre Canadá en la final. La delantera concluyó el torneo llevándose la Bota de Oro a la máxima goleadora y el Balón de Oro a la mejor futbolista. Días más tarde fue nombrada Futbolista Joven del Año en Estados Unidos.
A pesar de ser miembro de la selección nacional absoluta en 2016, Swanson a los 18 años todavía era elegible para la Copa Mundial Sub-20 de ese año. En este torneo fue capitana de su selección y la más experimentada del conjunto estadounidense con 23 partidos internacionales y 17 goles. En el segundo partido de la fase de grupos contra Nueva Zelanda su país ganó 3-1, con la delantera marcando el segundo gol y siendo nombrada Jugadora del Partido. En el siguiente duelo contra Ghana, el gol del empate de Swanson le permitió a Estados Unidos pasar a la fase final como líder de su grupo. Las estadounidenses llegaron hasta semifinales donde cayeron ante las eventuales campeonas de Corea del Norte por 2-1 y perdieron además su partido por el tercer puesto ante Japón con un solitario gol a tres minutos del final.
Al participar en el Mundial Sub-20 de 2016 y en los Juegos Olímpicos de 2016, Swanson hizo historia al ser la primera futbolista de su país en disputar ambos torneos en el mismo año.

### Selección mayor

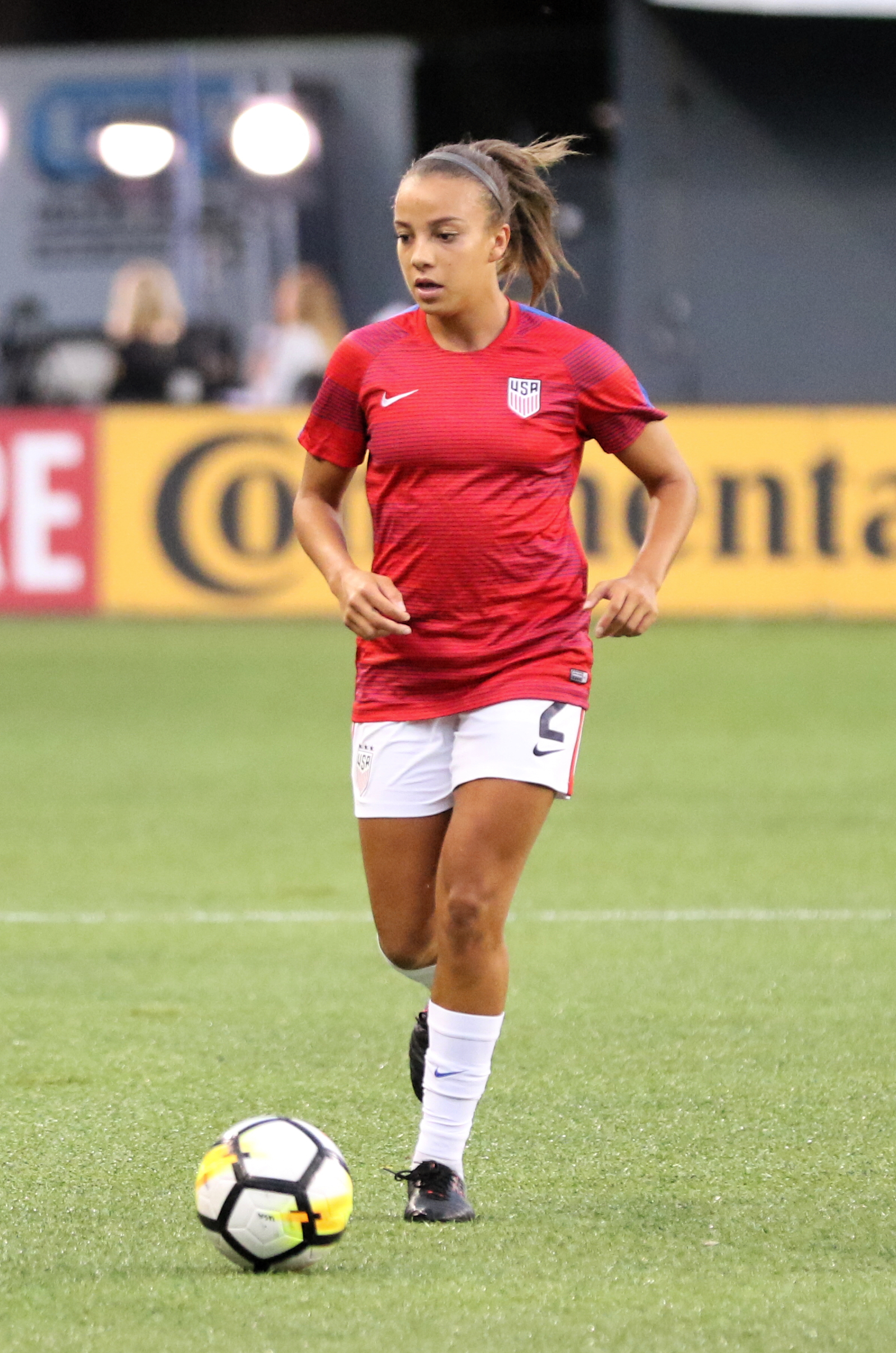
Swanson en un partido contra Nueva Zelanda en septiembre de 2017.

Luego de una exitosa carrera con la sub-20, Swanson fue convocada a la selección absoluta de Estados Unidos de cara a un amistoso contra Irlanda. A los 17 años, fue una de las futbolistas más jóvenes en ser convocada al equipo en 15 años. El 23 de enero de 2016, debutó con el conjunto mayor ante Irlanda, reemplazando a Alex Morgan en el minuto 58. Fue la jugadora más joven en debutar con la selección nacional desde que lo hiciera Heather O'Reilly en 2002. También se convirtió en la decimonovena futbolista de Estados Unidos en marcar un gol en su debut cuando en el minuto 83 selló el 5-0 definitivo a favor de su país.

## Clubes
| Club              | País           | Año             |
| ----------------- | -------------- | --------------- |
| Washington Spirit | Estados Unidos | 2017 - 2019     |
| Sky Blue FC       | Estados Unidos | 2020            |
| Chicago Red Stars | Estados Unidos | 2021 - presente |

## Palmarés

### Distinciones individuales
| Distinción                                          | Año  |
| --------------------------------------------------- | ---- |
| Futbolista Femenina Joven del año en Estados Unidos | 2015 |